# غاوان (دوستان)
غاوان (بالفارسية: گاوان) هي قرية تقع في إيران في قسم دوستان الريفي.